# Fred J. Kern

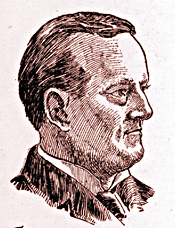
Fred J. Kern

Frederick John „Fred“ Kern (* 2. September 1864 bei Millstadt, Illinois; † 9. November 1931 in Belleville, Illinois) war ein US-amerikanischer Politiker. Zwischen 1901 und 1903 vertrat er den Bundesstaat Illinois im US-Repräsentantenhaus.

## Werdegang
Fred Kern besuchte die öffentlichen Schulen seiner Heimat und danach die Illinois State Normal University in Normal. Anschließend arbeitete er zunächst im Kohlebergbau und dann fünf Jahre lang als Lehrer. Ab 1891 war er in East St. Louis im Zeitungsgeschäft tätig. Dort war er Herausgeber der Zeitung East St. Louis Gazette. Später erwarb er die Zeitung Belleville News. Gleichzeitig schlug er als Mitglied der Demokratischen Partei eine politische Laufbahn ein. Im Jahr 1892 war er als Chief enrolling clerk beim Senat von Illinois angestellt; 1898 kandidierte er noch erfolglos für den Kongress.
Bei den Kongresswahlen des Jahres 1900 wurde Kern dann aber im 21. Wahlbezirk von Illinois in das US-Repräsentantenhaus in Washington, D.C. gewählt, wo er am 4. März 1901 die Nachfolge des Republikaners William A. Rodenberg antrat. Da er im Jahr 1902 nicht bestätigt wurde, konnte er bis zum 3. März 1903 nur eine Legislaturperiode im Kongress absolvieren.
Nach dem Ende seiner Zeit im US-Repräsentantenhaus arbeitete Frederick Kern im Zeitungsgeschäft in Belleville. Zwischen 1902 und 1912 amtierte er als Bürgermeister dieser Stadt. In den Jahren 1904, 1908 und 1912 nahm er als Delegierter an den jeweiligen Democratic National Conventions teil. Von 1913 bis 1919 leitete er den Verwaltungsausschuss (State board of administration) von Illinois. Er starb am 9. November 1931 in Belleville.